# برایان اسپونر
برایان اسپونر (به انگلیسی: Brian Spooner) انسان‌شناسی بریتانیایی است. او لیسانس زبان فارسی و پهلوی از دانشگاه آکسفورد گرفت، سپس در تهران به عنوان دستیار در انجمن بریتانیایی مطالعات فارسی مشغول به کار شد و بعد مدرک دکترایش در زمینه جامعه‌شناسی بلوچ در دانشگاه آکسفورد را گرفت. او تدریسش را در زمینه گویش‌های قومیت‌ها در شرق ایران، افعانستان، پاکستان، و تاجیکستان در دانشگاه آکسفورد آغاز کرد اما در اواخر دهه ۱۹۶۰ به دانشگاه پنسیلوانیا نقل مکان کرد و اکنون در گروه انسان‌شناسی فرهنگی این دانشگاه تدریس و تحقیق می‌کند.
برایان جی. اسپونر، استاد گروه مردم‌شناسی و مدیر مرکز مطالعات خاورمیانه ای دانشگاه پنسیلوانیا، در سال ۱۹۶۷ با مدرک دکترا در رشته فلسفه از دانشگاه آکسفورد فارغ‌التحصیل شد و از سال ۱۹۶۸ به تدریس در رشته مردم‌شناسی در دانشگاه پنسیلوانیا پرداخت. او پس از مدتی مدیریت مرکز مطالعات خاورمیانه در این دانشگاه را برعهده گرفت و در حال حاضر نیز رئیس مؤسسه آمریکایی مطالعات پاکستان است.
پروژه‌های تحقیقاتی دکتر اسپونر عبارتند از:
- تحقیق در زمینه ساختار اطلاعات در ترکیب اسناد و مدارک مربوط به کشورهای آسیای غربی، جهت مطالعه ساختار زندگی اجتماعی؛ بررسی دفاتر خاطرات و یادداشت‌ها به عنوان منابع قوم شناختی و قومی- تاریخی؛ تحلیل تعامل عوامل و شاخص‌های زیست شناختی، فنی، اجتماعی، اقتصادی و فرهنگی در تاریخ ابریشم؛ مطالعهٔ ابعاد بوم شناختی تاریخ خاورمیانه، با توجه به معضل خشکسالی.
دکتر اسپونر علاوه بر تدریس در زمینه مردم‌شناسی عضو گروه‌های مطالعات آسیا و خاورمیانه، مطالعات منطقه ای آسیای جنوبی و مطالعات دینی دانشگاه پنسیلوانیا و متصدی موزه قوم‌شناسی خاور نزدیک در این دانشگاه است. حوزه جغرافیای پژوهش‌های اسپونر کشورهای ایران، افغانستان، شمال غربی چین، هندوستان، قزاقستان، پاکستان، تاجیکستان، ترکمنستان، ازبکستان و به‌طور کلی کشورهای اسلامی آسیای غربی، جنوبی و مرکزی را دربرمی گیرد و شامل این موضوعات می‌شود: فرهنگ، زبان، بوم‌شناسی و توسعه، چادرنشینی، تاریخ مناطق بیابانی و صحراها، خشکسالی، آبیاری، توسعه روستای
ی، مردم‌شناسی فرهنگی، دین و مذهب، اقوام بلوچ، تاریخ، زبان و ادبیات هندی- فارسی و اردو، قوم‌شناسی، توسعه اقتصادی و ساختار فرهنگی و اجتماعی. «پویایی‌شناسی ادبیات فارس در تاریخ آسیای جنوبی» یکی از بزرگ‌ترین و جدیدترین پروژه‌های تحقیقاتی دکتر اسپونر به‌شمار می‌آید.
وی مقالات و کتاب‌های متعددی در عرصه‌های یاد شده نگاشته‌است که عناوین برخی از آنها عبارتند از:

## کتاب‌ها
- رشد جمعیت: ابعاد مردم شناختی/ ۱۹۷۲
- بوم‌شناسی فرهنگی شبانان چادرنشین/ ۱۹۷۳
کویرزایی و توسعه: بوم‌شناسی بیابان‌ها از دیدگاه اجتماعی/ با همکاری اچ.اس. من H. S. Mann، ۱۹۸۲
- خواندن متون نستعلیق: متون خطی فارسی و اردو از سال ۱۵۰۰ م. تاکنون/۱۹۹۵

## مقالات و ترجمه‌ها
- یادداشتی بر زبان بلوچی در بلوچستان ایران/ ۱۹۶۷
- شهر و رود در ایران: توسعه شهری و آبیاری در فلات ایران/۱۹۷۴
- مردم‌شناسی اجتماعی و فرهنگی در ایران (دائرةالمعارف ایرانیکا)/ ۱۹۸۵
- صنعت و تجارت فرش در شرق: ابعاد فرهنگی موفقیت‌ها و شکست‌های اقتصادی/ ۱۹۸۸
- آموزش زبان ایرانی؟ فارسی؟ دَری؟ یا تاجیکی؟ /۱۹۹۳